# Christmas Carol (film 2022)
Christmas Carol (크리스마스 캐럴?, Keuriseumaseu kaereolLR) è un film del 2022 diretto da Kim Sung-soo.

## Trama
La mattina di Natale, Joo Wol-woo viene trovato senza vita in un serbatoio per l'acqua: sebbene la sua morte venga dichiarata accidentale, il fratello gemello Il-woo non ci crede, avendo sentito dei ragazzi picchiare Wol-woo durante la loro ultima telefonata. Identificati i colpevoli dalle telecamere di sicurezza del minimarket dove il fratello lavorava part-time e scoperto che ora si trovano in riformatorio, Il-woo vi si fa rinchiudere di proposito per farsi giustizia da sé.

## Produzione

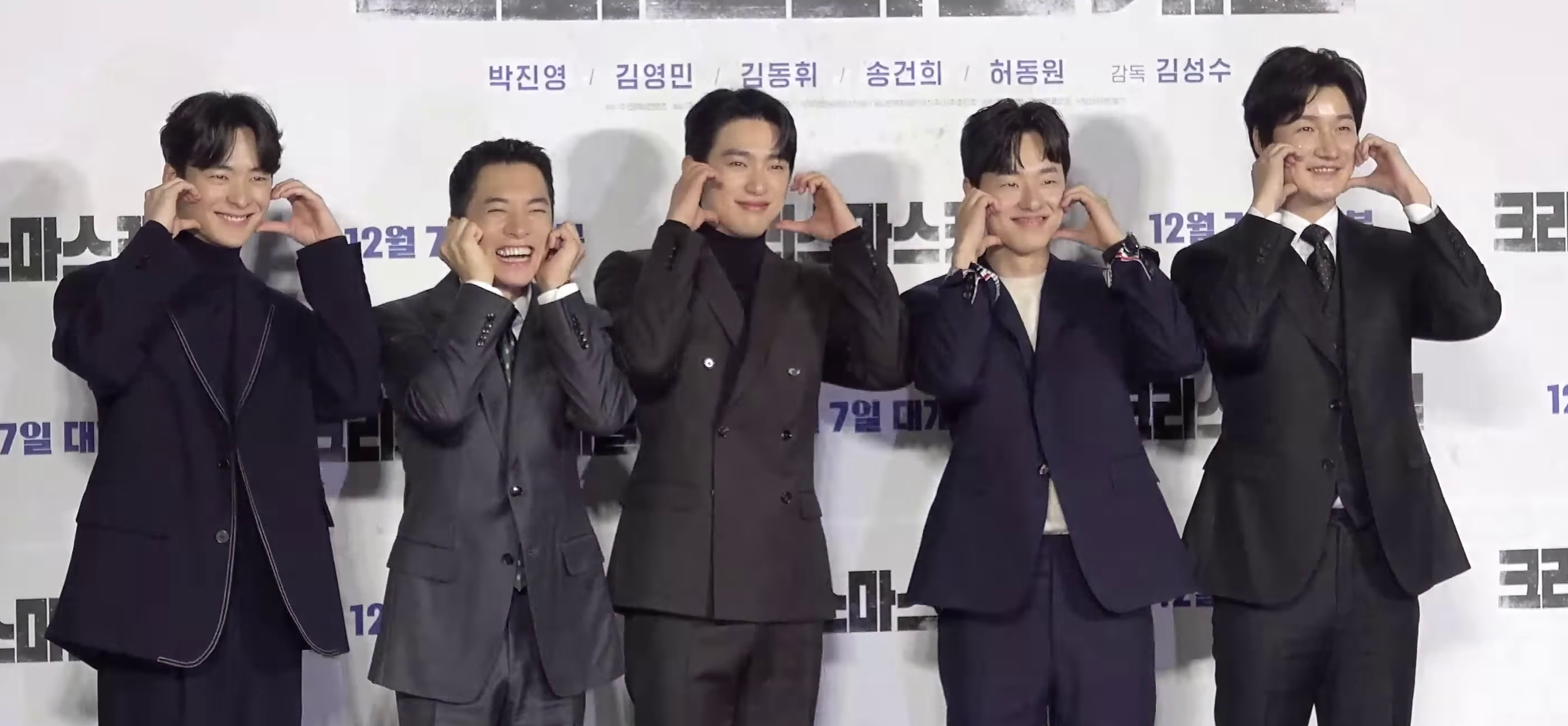
Il cast principale alla conferenza stampa. Da sinistra: Song Geon-hee, Kim Young-min, Park Jin-young, Kim Dong-hwi e Heo Dong-won.

Il film è basato sull'omonimo libro di Joo Won-kyu del 2016. Il regista Kim Sung-soo ha dichiarato di aver voluto adattare il libro in un film per raccontare come mai due fratelli fossero finiti ad essere uno pieno di rabbia e l'altro con un sorriso triste, e di aver desiderato far luce in particolare sulla vittima, in questo caso Wol-woo, ritenendo che venisse solitamente ignorata in un film di vendetta, soprattutto perché la prima volta che aveva letto il libro aveva pensato alle persone che la società emargina e non protegge. Lo scopo è stato raggiunto attraverso Il-woo, e gli eventi e le verità inaspettati che incontra e che lo portano, alla fine, a ritrovare la propria umanità. Le scene d'azione sono state girate concentrandosi sulle emozioni dei personaggi e con l'intenzione di mettere a disagio lo spettatore per la loro violenza. Lo scopo globale del film è di gettare luce su diversi problemi sociali mostrando personaggi privi di moralità.
Nello scritturare gli attori, il regista Kim si è concentrato sui cambiamenti psicologici e gli scontri emotivi tra i personaggi. Park Jin-young, annunciato l'8 ottobre 2021 per la parte dei gemelli Il-woo e Wol-woo, è stato scelto dopo un incontro casuale con il regista, che ha dichiarato di essere stato portato a offrirgli i due ruoli perché aveva apprezzato il contrasto tra lo sguardo deciso di Park e l'aspetto naturale e gentile datogli dalla barba. Park ha raccontato di aver letto prima il libro, trovandolo "ripugnante e terribilmente inquietante", e poi la sceneggiatura, che ne era invece una versione più raffinata. Essendoci meno scene di violenza rispetto all'opera originale, aveva inizialmente pensato di rifiutare, per poi decidere di voler provare un ruolo del genere. Per interpretare correttamente Wol-woo, ha incontrato cinque persone con disabilità dello sviluppo.
Kim Young-min, Kim Dong-hwi e Heo Dong-won si sono uniti al cast il 18 ottobre 2021.
Le riprese sono iniziate il 28 gennaio 2022 e si sono protratte per nove mesi. Park ha girato prima le scene di Wol-woo e poi quelle di Il-woo.

## Distribuzione
Christmas Carol è uscito nei cinema sudcoreani il 7 dicembre 2022, con visione consigliata al solo pubblico adulto. I diritti per la distribuzione all'estero sono stati acquistati da Warner Bros. Discovery per Hong Kong, Macao, Singapore, Malaysia, Indonesia, Vietnam, Filippine e Brunei, da At Entertainment per il Giappone, da Sahamongkol Film International per la Thailandia e da Cai Chang International per Taiwan. In quest'ultimo Paese, il film è uscito il 9 dicembre 2022, mentre in Giappone è stato distribuito dal 12 maggio 2023.
L'edizione home video in DVD è stata pubblicata in Corea del Sud il 28 febbraio 2023.

## Accoglienza

### Incassi
In Corea del Sud, Christmas Carol ha venduto 24 235 biglietti, guadagnando un totale di 154 325 dollari americani. Il giorno dell'uscita, è stato il film più visto tra le première e il secondo in generale.

### Critica
Il film è stato in generale ben ricevuto dalla critica, che ha lodato le performance degli attori, in particolare del protagonista Park Jin-young: Jo Jae-yong di Single List lo ha definito "impareggiabile" e Jeon Hyung-hwa di Star News ha trovato che riuscisse a esprimere con uno sguardo "dolore, sofferenza, tristezza, dispiacere e perdono".
Joynews24 ha parlato di Christmas Carol come di una storia triste e straziante che può piacere o meno, vista la notevole quantità di parolacce, violenza e vendetta, ma che fosse comunque in grado di dare da pensare. Celuvmedia lo ha ritenuto un film che arriva al cuore dei problemi sociali causati dall'indifferenza e dall'ignoranza, mettendo al contempo lo spettatore a disagio. Kim Sung-hyun di YTN ha trovato, invece, che la storia fosse stagnante e il metodo di regia vecchio, portando a uno spreco del talento e dell'impegno del cast.

## Premi e riconoscimenti
- Baeksang Arts Award
  - 2023 – Miglior nuovo attore cinematografico per Park Jin-young[26]
  - 2023 – Attore più popolare per Park Jin-young[27]
- Korean Association of Film Critics Award
  - 2023 – Miglior nuovo attore a Park Jin-young[28]
- Wildflower Film Award
  - 2023 – Candidatura a Miglior nuovo attore per Park Jin-young[29]